# Kik (Chorwacja)
Kik (serb. Кик) – wieś w Chorwacji, w żupanii licko-seńskiej, w gminie Lovinac. Leży w regionie Lika. W 2011 roku liczyła 4 mieszkańców.